# ثورغود مارشال
ثورغود مارشال (بالإنجليزية: Thurgood Marshall)‏ (و. 1908 – 1993 م) هو قاض، ومحام من الولايات المتحدة الأمريكية ولد في بالتيمور، ماريلاند. كان مارشال أحد القضاة التسعة في المحكمة العليا للولايات المتحدة، و هو أول قاضٍ أسود عيّن في المحكمة.

## النشأة
وُلِد مارشال في بالتيمور، ولاية ماريلاند في 2 يوليو عام 1908. عمل والده، ويليام كانفيلد مارشال، حمالًا للسكك الحديدية، وعملت والدته نورما ويليامز كمعلمة. غرس والدا مارشال فيه التقدير لدستور الولايات المتحدة وسيادة القانون.
تعلم مارشال أولاً كيفية المناقشة من والده، الذي كان يأخذ مارشال وشقيقه لمشاهدة قضايا المحكمة؛ وكانوا فيما بعد يناقشون ما رأوه، كانت العائلة تناقش أيضًا الأحداث الجارية بعد العشاء. قال مارشال إنه على الرغم من أن والده لم يقل له أبدًا أن يصبح محامياً، لكنه حوّله إلى محامٍ منذ الصغر.
التحق مارشال بمدرسة فريدريك دوغلاس الثانوية في بالتيمور ووُضع في الفصل مع أفضل الطلاب. تخرج في وقت مبكر من عام 1925 بمتوسط درجة بي. التحق بجامعة لينكولن، وهي جامعة سوداء تاريخيًا في ولاية بنسلفانيا، ووفقًا لطلبه المقدم إلى جامعة لينكولن، قال مارشال أن هدفه هو أن يصبح محامياً، وكان من بين زملائه الشاعر لانجستون هيوز والموسيقي كاب كالواي. في البداية لم يأخذ دراسته على محمل الجد، وأُوقف مرتين بسبب المعاكسات والمزاح ضد زملائه الطلاب. لم يكن ناشطًا سياسيًا في البداية، وأصبح نجمًا في فريق المناقشة.
في عامه الأول، عارض مارشال منع اندماج أساتذة أمريكيين من أصل أفريقي في الجامعة. في سنته الثانية، شارك مارشال في اعتصام احتجاجي على الفصل العنصري في دار سينما محلية.  في ذلك العام، بدأ كعضو في ألفا في ألفا، أول أخوة تُأسس من قبل السود ومن أجلهم.
في سبتمبر 1929، تزوج مارشال من فيفيان باستر بوري وبدأ يأخذ دراسته على محمل الجد، وتخرج بامتياز مع درجة البكالوريوس في الآداب في الأدب والفلسفة الأمريكية في عام 1930.
أراد مارشال الدراسة في كلية الحقوق في مسقط رأسه، كلية الحقوق بجامعة ماريلاند، لكنه لم يتقدم بطلب بسبب سياسة الفصل العنصري فيها. التحق مارشال بكلية الحقوق بجامعة هوارد، وعمل بجد أكثر مما كان عليه في لينكولن. اضطرت والدته إلى رهن خواتم الزفاف والخطوبة لدفع الرسوم الدراسية. تأثرت وجهات نظره حول التمييز بشدة من قبل العميد تشارلز هاميلتون هيوستن. تخرج مارشال من الكلية في عام 1933 وحصل على المرتبة الأولى في فصله بدرجة بكالوريوس في القانون بامتياز.

## مهنة المحاماة
في قضية موراي ضد بيرسون، مثّل مارشال دونالد جاينز موراي، خريج كلية أمهيرست وهو أسود يتمتع بأوراق اعتماد ممتازة، والذي حُرم من الالتحاق بكلية الحقوق بجامعة ماريلاند بسبب الفصل العنصري. كان على الطلاب السود في ماريلاند الراغبين في دراسة القانون الالتحاق بمؤسسات منفصلة، أو كلية مورغان، أو أكاديمية الأميرة آن، أو مؤسسات السود خارج الدولة. باستخدام الإستراتيجية التي طورها ناثان مارغولد، جادل مارشال بأن سياسة الفصل العنصري في ميريلاند تنتهك مبدأ (منفصل لكن متساوٍ) لأن الدولة لم توفر فرصة تعليمية مماثلة في مؤسسة سوداء تديرها الدولة. حكمت محكمة استئناف ماريلاند ضد ولاية ماريلاند ونائبها العام، الذي مثل جامعة ماريلاند، قائلة: لا يمكن تأجيل الامتثال للدستور بإرادة الولاية. وأي نظام يتم اعتماده للتعليم القانوني يجب أن يوفر المساواة من الآن.
في سن 32، فاز مارشال في قضية المحكمة العليا الأمريكية تشامبرز ضد فلوريدا 309 الولايات المتحدة (1940). في نفس العام، أسس وأصبح المدير التنفيذي لصندوق الدفاع القانوني والتعليم. بصفته رئيسًا لصندوق الدفاع القانوني، ترافع في العديد من قضايا الحقوق المدنية الأخرى أمام المحكمة العليا، ونجح معظمها، كانت قضيته الأكثر تاريخية كمحامٍ هي قضية براون ضد مجلس التعليم في توبيكا.

## جوائز
حصل على جوائز منها وسام الحرية الرئاسي، ووسام الحرية فيلادلفيا، وقلادة سبينغارن.

## روابط خارجية
- ثورغود مارشال على موقع الموسوعة البريطانية (الإنجليزية)
- ثورغود مارشال على موقع مونزينجر (الألمانية)
- ثورغود مارشال على موقع ميوزك برينز (الإنجليزية)
- ثورغود مارشال على موقع إن إن دي بي (الإنجليزية)
- ثورغود مارشال على موقع ديسكوغز (الإنجليزية)